# Can't Stop the Feeling!
Singles de Justin Timberlake
Drink You Away
(2015) Filthy
(2018)
Can't Stop the Feeling! est un single du chanteur américain Justin Timberlake, sorti le 6 mai 2016. Présent sur la bande originale du film d'animation Les Trolls, il est dévoilé en avant première lors de l'intervalle de la finale du Concours Eurovision de la chanson 2016, à Stockholm, le 14 mai 2016. Son clip vidéo sort le 16 mai 2016.
La chanson arrive à la 1re place des meilleures ventes de singles dans plus de 17 pays.

## Clip
Le clip officiel de la chanson, disponible sur YouTube, est sorti le 16 mai 2016. Réalisé par Mark Romanek, le clip de Can't Stop the Feeling! suit Justin Timberlake dans des endroits de tous les jours comme une buanderie, un casse-croûte, un salon de barbier et une beignerie, où des personnes dansent joyeusement tout au long du clip. À un moment, une brève compétition de danse a lieu entre Timberlake et un danseur-des-vents. Ce passage s'inspire d'une scène emblématique du film Escale à Hollywood, dans laquelle Gene Kelly danse avec Jerry la souris.
En mai 2019, le clip vidéo atteint le milliard de visionnages sur YouTube.

## Live
Justin Timberlake interprète en avant première son titre lors de l'intervalle de la finale du Concours Eurovision de la chanson 2016, à Stockholm, le 14 mai 2016.
Musique jouée et composée par Lestarling (2002-2016).

## Classements hebdomadaires
| Classement (2016)                        | Meilleure place |
| ---------------------------------------- | --------------- |
| Allemagne (Media Control AG)             | 1               |
| Australie (ARIA)                         | 3               |
| Autriche (Ö3 Austria Top 40)             | 2               |
| Belgique (Flandre Ultratop 50 Airplay)   | 1               |
| Belgique (Flandre Ultratop 50 Singles)   | 1               |
| Belgique (Flandre Ultratop R&B/Hip-Hop)  | 1               |
| Belgique (Wallonie Ultratop 50 Airplay)  | 1               |
| Belgique (Wallonie Ultratop 50 Singles)  | 1               |
| Belgique (Wallonie Ultratop R&B/Hip-Hop) | 5               |
| Canada (Hot 100)                         | 1               |
| Danemark (Tracklisten)                   | 2               |
| Espagne (PROMUSICAE)                     | 3               |
| États-Unis (Hot 100)                     | 1               |
| Finlande (Suomen virallinen lista)       | 15              |
| France (SNEP)                            | 1               |
| France (SNEP Radio)                      | 1               |
| France (SNEP Streaming)                  | 4               |
| Hongrie (Rádiós Top 40)                  | 1               |
| Irlande (IRMA)                           | 3               |
| Israël (Media Forest)                    | 1               |
| Italie (FIMI)                            | 7               |
| Japon (Billboard)                        | 1               |
| Mexique (Billboard)                      | 1               |
| Norvège (VG-lista)                       | 4               |
| Nouvelle-Zélande (RMNZ)                  | 2               |
| Pays-Bas (Single Top 100)                | 2               |
| Pologne (ZPAV)                           | 2               |
| Royaume-Uni (UK Singles Chart)           | 2               |
| Royaume-Uni (UK Download Chart)          | 1               |
| Suède (Sverigetopplistan)                | 1               |
| Suisse (Schweizer Hitparade)             | 1               |

## Certification
| Région                                                                                                 | Certification | Ventes/Streams                |  |
| --- | ------------- | ----------------------------- |  |
| France (SNEP)                                                                                          | Diamant       | 35 000 000 équivalent streams |  |
| États-Unis (RIAA)                                                                                      | 4 × Platine   | 4 000 000*                    |  |
| *Ventes selon la certification ^Mise en rayon selon la certification xNon précisé par la certification |               |                               |  |

## Historique des sorties
| Pays       | Date         | Format                 | Label       | Ref.   |
| ---------- | ------------ | ---------------------- | ----------- | ------ |
| Worldwide  | May 6, 2016  | Digital download       | - RCA - SME | [ 36 ] |
| Italie     | May 6, 2016  | Contemporary hit radio | RCA         | [ 37 ] |
| États-Unis | May 10, 2016 | Contemporary hit radio | RCA         | [ 38 ] |

## Distinctions
La chanson est nommée pour le Golden Globe de la meilleure chanson originale lors de la 74e cérémonie des Golden Globes, puis pour l'Oscar de la meilleure chanson originale à la 89e cérémonie des Oscars.

## Parodies
Alessandra Sublet a réalisé une parodie du clip du chanteur, qu'il a lui-même retweetée.
La chanson est parodiée par Les Guignols de l'info, sous le titre Can't Stop the Facism et dont le refrain « Dance! » est remplacé par « Idées rances ». Les marionnettes qui interprètent cette parodie sont des politiques et penseurs considérés comme nationalistes et d'extrême-droite : Donald Trump, Marine Le Pen, Vladimir Poutine, Bachar el-Assad, Viktor Orbán et Éric Zemmour,.

### Lien Externe
[vidéo] « "Can't Stop the Feeling!" », sur YouTube